# Protaphorura montana
Protaphorura montana is een springstaartensoort uit de familie van de Onychiuridae. De wetenschappelijke naam van de soort is voor het eerst geldig gepubliceerd in 1986 door Mateos-Frias & Arbea.